# Richard Beer-Hofmann
Richard Beer-Hofmann (ur. 11 lipca 1866 w Wiedniu, zm.  26 września 1945 w Nowym Jorku) – austriacki poeta, dramaturg i powieściopisarz.

## Życiorys

### Monarchia Habsburgów
Urodził się jako syn adwokata pochodzenia żydowskiego. Matka zmarła w ciągu tygodnia od jego narodzin. Adoptowany był przez wujostwo Berthę i Aloisa Hofmannów. Wychowywał się w dobrych warunkach materialnych w Brnie, a od 1880 roku w Wiedniu, gdzie odbył edukację w Gimnazjum Akademickim. Ukończył studia prawnicze na Uniwersytecie Wiedeńskim. W 1890 roku uzyskał stopień naukowy doktora prawa. Jednak nie podjął pracy w tej profesji, ale oddał się twórczości literackiej. Jego twórczość związana była z kulturą judaistyczną, nawiązywał w niej do Starego Testamentu.
W 1898 r. Richard Beer-Hofmann zawarł związek małżeński  z Pauline Anną Lissy. Mieli troje dzieci: Mirjam (1897), Naemę (1898) i Gabriela (1901). W roku urodzenia najstarszej córki powstała „Kołysanka dla Miriam”, która należy do najbardziej upowszechnionych utworów austriackiego literata.

### Republika austriacka iIII Rzesza
Po I wojnie światowej sytuacja związana z inflacją zmusiła Beer-Hofmanna do podjęcia pracy zarobkowej. Wiedeński pisarz uzyskał zatrudnienie jako reżyser, pracując dla Maxa Reinhardta, zdobył wtedy okazję do wystawienia niektórych swoich sztuk. Mieszkał w Wiedniu do roku 1938, w którym, uchodząc przed hitlerowskimi nazistami, wyemigrował przez Szwajcarię do Stanów Zjednoczonych. Jego żona zmarła w Szwajcarii, nie doczekawszy się wyjazdu za ocean. Utwory Beer-Hofmanna znalazły się na liście literatury zabronionej przez władze III Rzeszy, obejmującej wówczas Niemcy i Austrię. W 1945 roku, krótko przed śmiercią Richard Beer-Hofmann otrzymał obywatelstwo amerykańskie.

## Wybrane dzieła[5]
- Novellen (1893);
- Der Tod Georgs (1900);
- Der Graf von Charolais (1904);
- Gedenkrede auf Wolfgang Amadé Mozart (1906);
- Jaákobs Traum. Ein Vorspiel (1918);
- Schlaflied für Mirjam (1919);
- Der junge David (1933);
- Vorspiel auf dem Theater zu König David (1936);
- Verse (1941);
- Herbstmorgen in Österreich (1944);
- Paula. Ein Fragment (1949);
- Gesammelte Werke (1963).